# Édouard Tarif
Édouard Tarif (5 janvier 1897 à Tonnay-Charente, 6 mars 1945 à Wolfsburg-Fallersleben) est un résistant français, officier infiltré dans la Transportkommandantur. 

## Actions de résistance
Sous-chef de gare au Havre, muté à Bordeaux, il faisait parvenir des renseignements depuis le PC du Lycée Gustave Eiffel, dont les locaux étaient utilisés par l’armée d’occupation. Il a ainsi fourni régulièrement des listes de trains allemands avec le détail des itinéraires, les horaires et leur composition.
Il est arrêté le 22 mars 1944 par des agents français de la Gestapo, au lycée Gustave Eiffel, dans la salle H023, où se trouve une plaque de commémoration. Il est torturé et déporté en camp de concentration puis envoyé en travail forcé aux usines Volkswagen à Wolfsburg-Fallersleben. Après une tentative d'évasion, blessé, il meurt faute de soins le 6 mars 1945 sans avoir révélé que toute sa famille était dans la Résistance,.
Une rue de Tonnay-Charente porte son nom.